# Racisme au Zimbabwe
Le racisme au Zimbabwe se remarque aux multiples discriminations principalement contre les Blancs, (appelés « Rhodésiens »), mais aussi, dans une moindre mesure, contre les Noirs.
Après la dissolution de la Rhodésie et l'indépendance du Zimbabwe qui met fin à la domination britannique en 1980, le parti de l'Union nationale africaine du Zimbabwe - Front patriotique (ZANU-PF) arrive au pouvoir. À cette époque, la plupart des terres agricoles appartiennent aux Blancs. Le parti, dirigé par Robert Mugabe, applique une politique raciste en menant une réforme agraire, confisque les terres aux Blancs et les expulse de leurs fermes. Depuis, la population blanche zimbabwéenne n'a cessé de diminuer, passant de 260 000 en 1975 à environ 30 000 personnes en 2014.

## La réforme agraire

### Contexte
En 1979, Robert Mugabe, futur Premier ministre en 1980 et président du Zimbabwe à partir de 1987, s'adresse à ses futurs compatriotes blancs « S'il vous plaît, restez avec nous dans ce pays pour former une nation fondée sur l'unité nationale ». En 1980, au moment de l'indépendance, quelque 5 000 fermiers blancs détenaient la moitié des terres arables, soit 15 millions d’hectares. En vertu des accords de Lancaster House,, les intérêts fonciers de la population blanche resteraient protégés pour les dix ans suivant l'indépendance, excluant toute expropriation et nationalisation généralisée. Dans un premier temps, Robert Mugabe la rassure contre toute expropriation forcée et quelques milliers d'hectares sont redistribués pacifiquement, souvent à des partisans du régime. Comme il l'a fait précédemment au Kenya, le Royaume-Uni prévoit alors de financer le rachat progressif des terres en vue de leur redistribution. À l’expiration des accords de Lancaster House, une première réforme agraire fut rédigée, permettant à l’État d’acquérir des terres tout en indemnisant les propriétaires. Elle fut suivie de plusieurs autres textes législatifs intensifiant le programme de redistribution. Ainsi, en 1997, 3,5 millions d’hectares ont été redistribués au bénéfice de 71 000 familles. Mais ces différentes réformes ne bénéficient qu'à une petite élite noire qui investit dans l’agriculture commerciale tandis que la majorité de la population rurale continue à vivre sur des terres peu productives quand ils ne sont pas en manque de terres à cultiver. À partir des années 1990, alors que le Zimbabwe voit sa situation économique se dégrader. Plusieurs sécheresses, les sanctions diplomatiques des Britanniques à la suite du mauvais usage des fonds publics pour le rachat des terres aux Blancs et une élection perdue font changer Robert Mugabe d'attitude. Abandonnant toute référence à l'unité nationale, il dénonce un complot « blanc » qui viserait à se débarrasser de lui,,, et s'en prend continuellement aux Occidentaux, plus particulièrement au premier ministre britannique Tony Blair, qu'il accuse de néo-colonialisme. Selon Teldah Mawarire, rédactrice en chef de l'hebdomadaire sud-africain Mail & Guardian, « Les choses allaient très mal pour lui. Il s'est trouvé un bouc émissaire et les Blancs étaient une cible facile [...] je crois qu'il s'est convaincu que, malgré ses efforts, les Blancs n'avaient pas changé depuis la colonisation et qu'ils ne changeraient jamais ». 

### Expropriations des fermiers blancs
En 2000, soit 20 ans après l'indépendance du Zimbabwe, 4 400 fermiers blancs détiennent encore un tiers des terres du Zimbabwe, souvent les plus fertiles, tandis qu'un million de fermiers noirs possède la même superficie. Celle-ci vise essentiellement les grands fermiers blancs qui avaient été maintenus sur leurs terres. Les squatteurs ne sont plus sanctionnés et la réforme devient un véritable pillage. Cette même année, Mugabe soumet à référendum une nouvelle constitution incorporant notamment une réforme agraire avec des expropriations sans compensation et une amnistie permanente aux militaires et aux membres du gouvernement. Le 11 février 2000, ce projet de nouvelle constitution est rejeté par 54,7 % des votants, ce qui constitue le premier sérieux revers pour Robert Mugabe. Le 6 avril 2000, le président passe outre ce vote pour imposer sa réforme agraire en recourant à la violence des milices de pseudo anciens combattants, conduits par Chenjerai Hunzvi. La plupart des fermiers blancs sont expropriés et plusieurs sont assassinés. Robert Mugabe est régulièrement accusé de nourrir les hostilités envers les fermiers blancs du Zimbabwe et de les rendre responsables de l'échec de sa réforme agraire pour sauver son pouvoir,. Une idéologie raciste est développée, le ZANU et le ZAPU mettant en avant les « fils et filles de la terre » comme citoyens authentiques par opposition aux Blancs étrangers par nature (amabhunu).  
À plusieurs reprises, il tient des déclarations jugées racistes envers les Blancs:
- « L'homme blanc est ici comme le second citoyen : vous êtes en numéro un. Il est numéro deux ou trois. C’est ce qui doit être enseigné à nos enfants »;
- « Notre parti doit continuer de faire entrer la peur dans le cœur de l'homme blanc, notre véritable ennemi »;
- « Nous disons non aux Blancs qui possèdent nos terres. Ils doivent partir. Il n’y a pas de place pour eux ici »;
- « Le seul homme blanc que vous pouvez croire est l'homme blanc mort ».

En 2008, il ne restait plus qu'une poignée de fermiers blancs dont les fermes n'ont pas été saisies et le Zimbabwe connaît un exode massif des Blancs vers l'étranger : leur nombre passe ainsi de 250 000 en 1980 à 40 000 en 2015, avec moins de 200 propriétaires terriens,. Alors que les Blancs assuraient 80 % du revenu national, cette politique agraire favorise la famine dans l'ancien grenier à maïs de l'Afrique. D'exportateur, le pays devient importateur. En 2016, constatant la répercussion néfaste de ses mesures sur la production agricole, Robert Mugabe appelle au retour au pays des fermiers blancs contraints à l'exil.
En juillet 2007, Mugabe et le ZANU-PF proposent au parlement de voter une loi qui interdira toute fusion, restructuration ou acquisition d'une entreprise si 51 % de son capital n'est pas en possession de Zimbabwéens indigènes ayant souffert de la politique raciste contre les Noirs d'avant 1980. En septembre 2008, un accord conclu avec l'opposition du MDC fait quelque peu marche arrière sur la confiscation des fermes aux Blancs même si le ministre de la Justice affirme le contraire. L'accord souligne le caractère raciste et colonialiste de la répartition des terres lors de la colonisation, et qu'aucune restitution ne se sera effectuée. Un tribunal régional pour l'Afrique australe siégeant en Namibie a confirmé en décembre 2008 que 70 fermiers blancs qui avaient porté plainte devaient être autorisés à revenir sur leurs terres et a considéré cette politique comme discriminatoire. Le gouvernement a refusé d'appliquer cette décision de justice et de revenir en arrière sur la réforme.
En 2011, 237 858 foyers zimbabwéens avaient eu accès à des terres à travers le programme de redistribution de terres. Un total de 10 816 886 hectares avait été acquis depuis 2000, contre 3,498,444 hectares achetés dans des ventes volontaires entre 1980 et 1998. De 250 000 Blancs en 1980 il n'en reste plus 40 000 en 2015, dont seulement 200 à 300 fermiers. En 2013, toutes les fermes possédées par des Blancs avaient été soit expropriées, soit désignées pour une redistribution future. En 2015, Mugabe déclare « Nous disons non aux Blancs qui possèdent nos terres. Ils doivent partir. Il n'y a pas de place pour eux ici ». Selon le magazine Jeune Afrique, « les abus et les erreurs commises par Londres, les colons britanniques et leurs descendants, pour beaucoup restés fidèles à Ian Smith, ont été nombreuses. Mais en répliquant avec une politique aussi aveugle qu'inconséquente, Mugabe aura surtout ajouté de la souffrance à l'injustice ». En 2015 toujours, en Afrique du Sud, Mugabe refuse de parler à un journaliste parce qu'il est blanc. Selon la BBC cette politique a détruit l'économie du Zimbabwe basée sur l'agriculture, qui est dans une situation catastrophique avec une hyperinflation et une réapparition du choléra.

### Aménagements de la politique et compensations
En 2016, face à l'insécurité alimentaire, le gouvernement Mugabe annonce étudier la réouverture de la gestion de terres à des fermiers blancs. Après l'arrivée au pouvoir d'Emmerson Mnangagwa en 2017, l'expropriation de terres agricoles prend fin. L'administration Mnangagwa met également fin aux discriminations des Blancs dans l'assignation de terres (toutes les terres sont propriété de l'Etat, qui les loue à des agriculteurs), ceux-ci obtiennent notamment le droit de louer des terres pour un bail de 99 ans comme les Noirs, contre cinq ans seulement sous Mugabe. En 2019, l'union des paysans commerciaux (Commercial Farmers Union) affirme que les paysans blancs donc les terres avaient été expropriées dans le cadre du programme accéléré avait accepté une offre provisoire de compensation du gouvernement de RTGS$53 million, soit 17 millions de dollars américains $, dans le contexte d'un effort du gouvernement pour compenser les paysans dépossédés,.
En octobre 2017, Chris Mutsvangwa, président de la Zimbabwe National Liberation War Veterans Association (ZNLWVA), organisation groupant des Noirs qui avaient combattu militairement le régime rhodésien, demande le retour des Blancs expatriés et leur offre de prendre part au prochain gouvernement, le G40 (Generation 40) ayant, selon lui, fait du pays une terre brûlée.